# Oedipodiella
Oedipodiella là một chi rêu trong họ Gigaspermaceae.